# Beak (gruppo musicale)
I Beak> (reso graficamente BEAK>) sono un gruppo musicale britannico. Il loro stile è un rock elettronico e sperimentale che si ispira a Can, Syd Barrett, Goblin, allo stoner rock e al post punk.

## Storia
I Beak> erano originariamente un trio composto da Geoff Barrow, già nei Portishead, Billy Fuller, ex membro dei Sensational Space Shifters di Robert Plant, e Matt Williams, anche attivo negli MXLX e nei Fairhorns. Dopo essere stati scritturati dalla Invada di proprietà dello stesso Barrow, i Beak> esordirono con l'omonimo album (2009), registrato in soli dodici giorni in una stanza a Bristol, in presa diretta e senza l'ausilio di sovraincisioni. Nel 2010, i Beak> scrissero due canzoni di Anika e produssero il suo primo album. Nello stesso anno, andarono in tournée nel Regno Unito e negli USA. Durante l'anno seguente, i Beak> vennero selezionati per partecipare all'All Tomorrow's Parties britannico e a quello statunitense, entrambi curati dai Portishead. Più tardi, i Beak> composero la colonna sonora del film Couple in a Hole (2015), i cui brani sono rivisitazioni di brani già registrati dal trio. Nel 2016, Will Young dei Moon Gangs sostituì Williams.

## Formazione

### Formazione attuale
- Geoff Barrow
- Billy Fuller
- Will Young

### Ex componenti
- Matt Williams

## Discografia
- 2009 – Beak>
- 2012 – >>
- 2016 – Couple in a Hole
- 2018 – >>>
- 2024 – >>>>